# Stenstjärnen, Västerbotten
Stenstjärnen är en sjö i Skellefteå kommun i Västerbotten och ingår i Skellefteälvens huvudavrinningsområde. Sjöns area är 0,036 kvadratkilometer och den befinner sig 260 meter över havet.